# Шарбатов, Григорий Шамилевич
Григо́рий Шами́левич Шарбатов (13 октября 1924, Баку — 27 февраля 2006, Москва) — советский и российский филолог-арабист. Доктор филологических наук (1966), профессор (1969). Иностранный член-корреспондент Египетской академии (1964), Академии арабского языка в Каире (1974), Тунисской академии (1983), Академии арабского языка в Дамаске (1986), Иракской академии (1989).

## Биография
В 1943—1945 годах служил в Красной Армии. Участник Великой Отечественной войны.
В 1951 году окончил Московский институт востоковедения.
В 1951—1956 годах — преподаватель Военного института иностранных языков, в 1951—1983 годах — Института восточных языков при МГУ / Института стран Азии и Африки при МГУ.
С 1956 года — сотрудник Института востоковедения АН СССР (РАН).
Похоронен в Москве на Востряковском кладбище.

### Основные работы
Автор около 300 научных публикаций.
- Арабистика в СССР. 1917—1959 гг. — М., 1959.
- Учебник арабского языка. — М., 1960; 2008 (в соавторстве).
- Карманный русско-арабский словарь. — М., 1974 (в соавторстве).
- Памяти Б. М. Гранде // Народы Азии и Африки. 1975, № 5.
- Арабско-русский учебный словарь. — М., 1981.

## Награды
- Правительственные награды СССР.
- Лауреат Премии имени Г. А. Насера (Египет; 1973).

## Дети
Дочь Тамара (род. 1953, Москва)- лингвист, работала в АПН, дочь Алла (род. 1956, Москва) — лингвист. В 1978 году окончила ИСАА при МГУ. С 1981 года — преподаватель ИСАА при МГУ. Кандидат филолологических наук (1987).